# Catane
Catane é uma comuna romena localizada no distrito de Dolj, na região de Oltênia. A comuna possui uma área de 46.59 km² e sua população era de 1970 habitantes segundo o censo de 2007.